# Iskra Angełowa
Iskra Angełowa (bułg. Искра Ангелова, ur. 13 kwietnia 1989 w Sofii) – bułgarska wioślarka.

## Osiągnięcia
- Mistrzostwa Świata Juniorów – Amsterdam 2006 – dwójka bez sternika – 2. miejsce[1].
- Mistrzostwa Świata Juniorów – Pekin 2007 – dwójka bez sternika – 4. miejsce[1].
- Mistrzostwa Europy – Poznań 2007 – dwójka bez sternika – 7. miejsce[1].